# Frans Mostert
Frans Mostert (Schoonhoven, 1 januari 1939 – Waspik, 2 april 2024) was een Nederlands politicus van de CHU en later het CDA.
Mostert werd geboren als zoon van de Schoonhovense gemeenteontvanger A. Mostert. Vanaf 1962 zat Mostert drie jaar in de gemeenteraad van zijn geboorteplaats. Hij heeft gewerkt op de gemeentesecretarieën van Krimpen aan den IJssel, Capelle aan den IJssel, Schipluiden en Berkel en Rodenrijs voor hij in 1973 de gemeentesecretaris van Bergambacht werd. In december 1980 volgde zijn benoeming tot burgemeester van 's Gravenmoer als opvolger van de eerder dat jaar overleden burgemeester Bernard Beukema. In april 1993 werd Mostert de burgemeester van Aalburg wat hij tot zijn vervroegde pensionering eind 2002 zou blijven.
Mostert overleed in april 2024 op 85-jarige leeftijd.